# Gökdeniz
Gökdeniz ist ein türkischer männlicher Vorname, gebildet aus den Elementen gök (der Himmel) und deniz (das Meer).

## Namensträger
- Gökdeniz Bayrakdar (* 2001), türkischer Fußballspieler
- Gökdeniz Karadeniz (* 1980), türkischer Fußballspieler
- Gökdeniz Varol (* 1995), türkischer Fußballspieler